# Werften an der Unterweser
Von den Werften an der Unterweser, die sich in den vergangenen 200 Jahren hier angesiedelt hatten, überlebten nur wenige den Übergang vom Holz- zum Eisen- und Stahlschiffbau. Die globale Konkurrenz, die Entwicklungen im Welthandel wie die Weltwirtschaftskrise und die Ölkrisen im 20. Jahrhundert sowie die Finanzkrise 2008 führten an der Unterweser zu weiteren Werftschließungen.

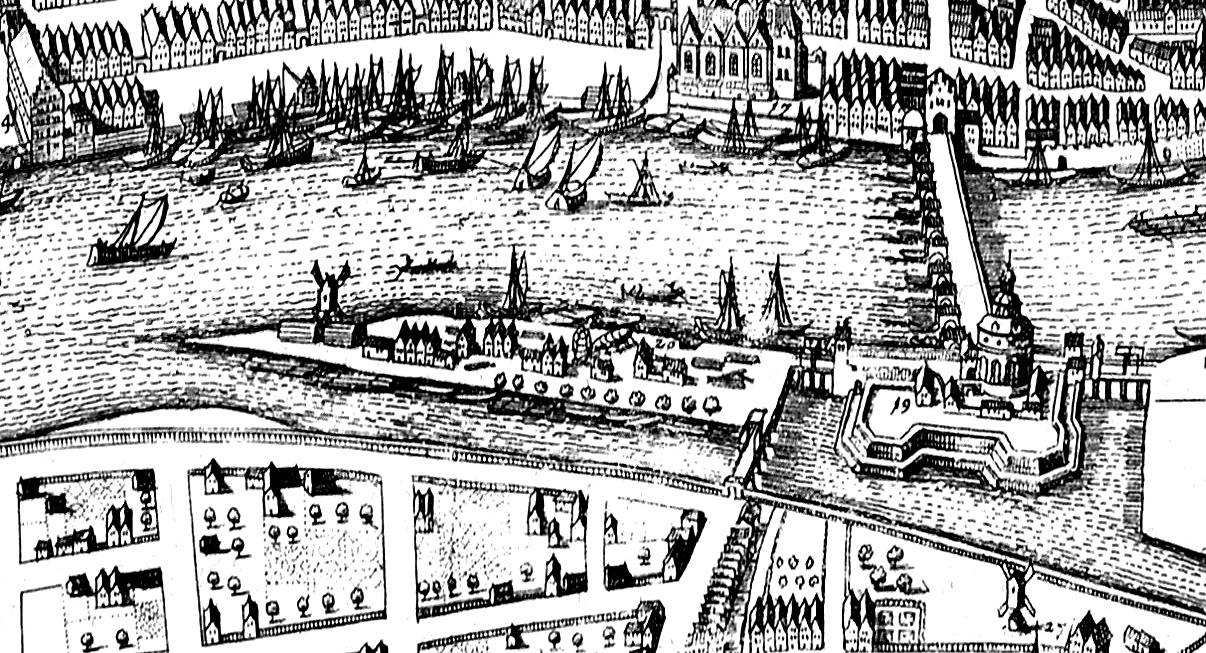
Bremer Teerhof 1640/1541: Teerhofhalbinsel mit Holzstapeln und einem Schiffsneubau auf einem Helling. Gegenüber befindet sich der Schlachtehafen und die St.-Martini-Kirche, die Schiffer- und Kaufmannskirche

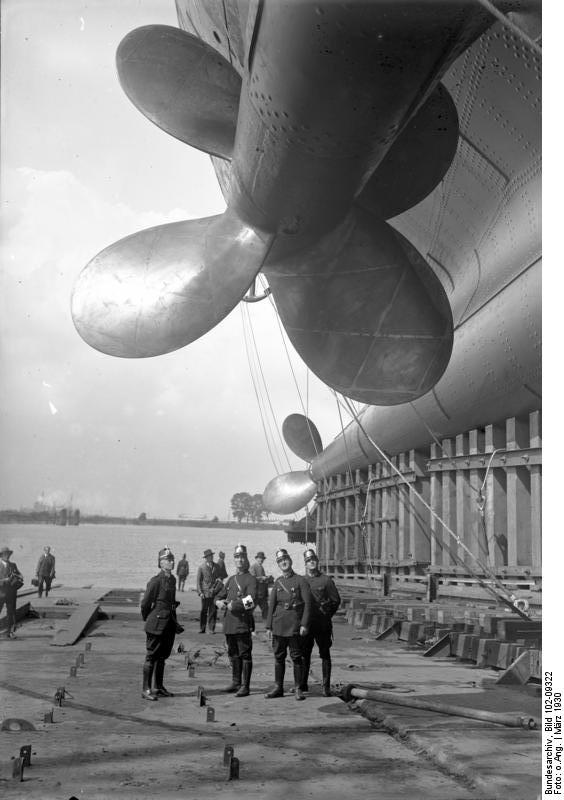
Deschimag Bremen 1928, Taufe der Bremen, Blick auf zwei der 4 Propeller

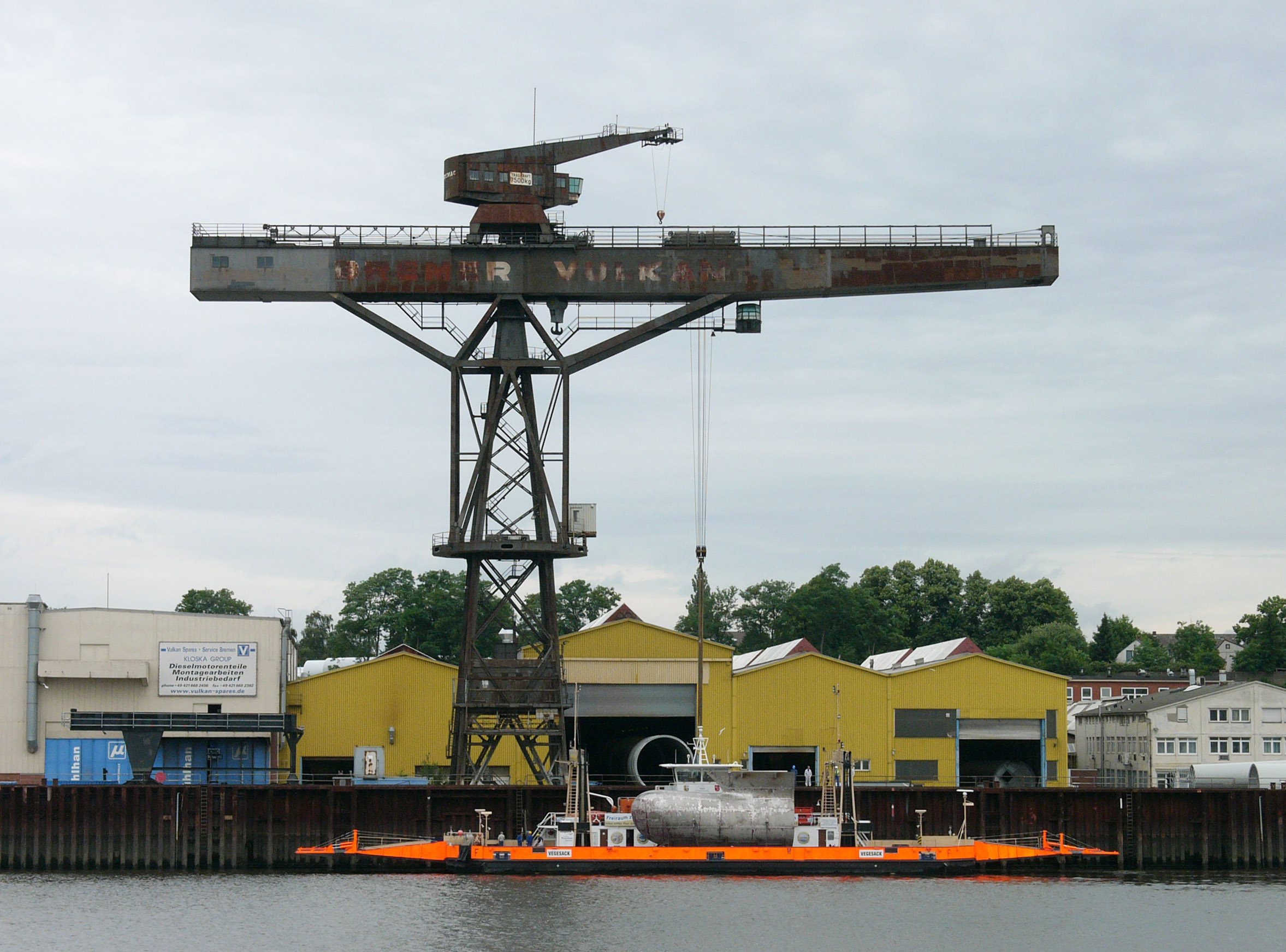
Einer der Kräne des Bremer Vulkan

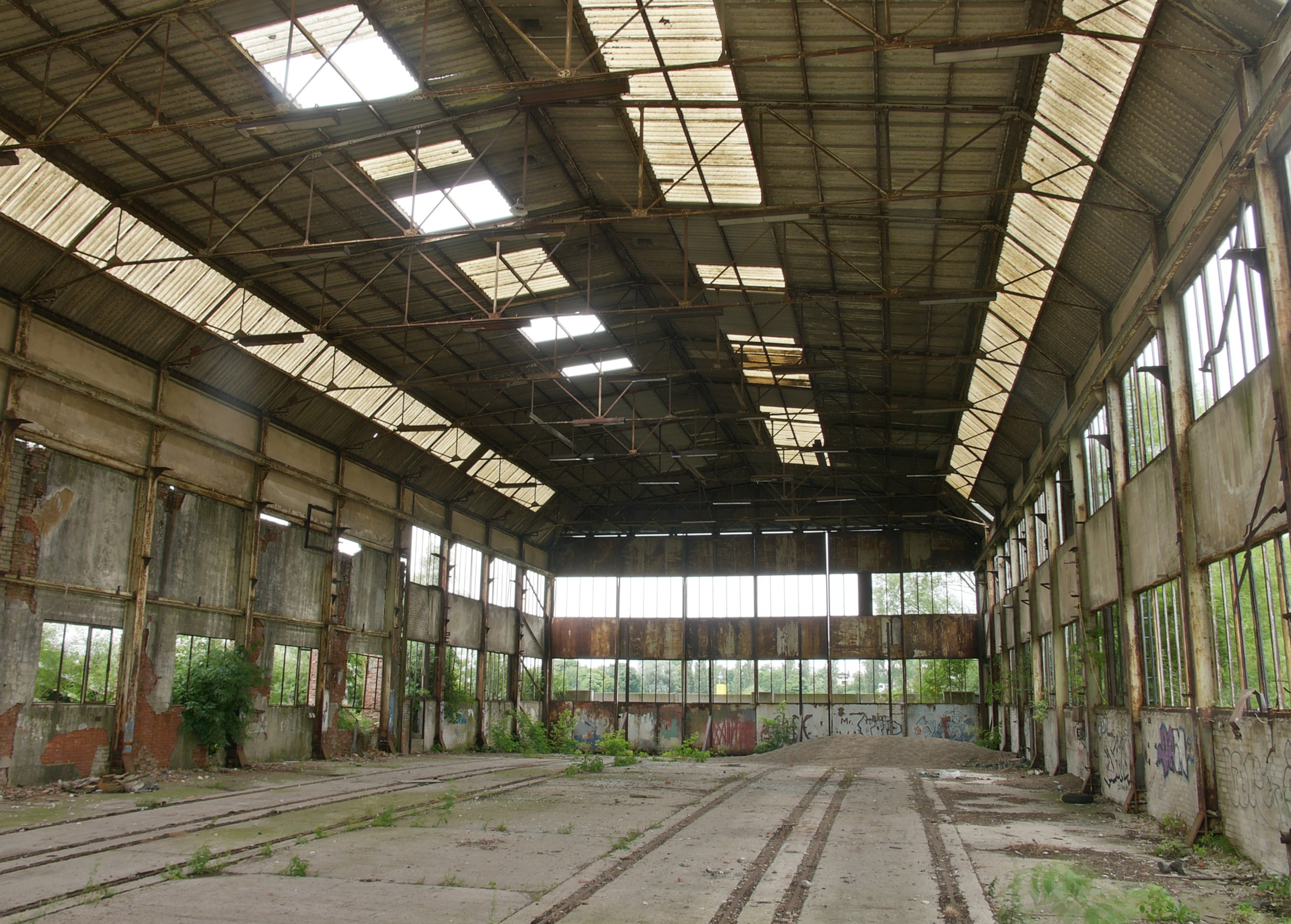
Ehemalige Werfthalle einer großen Bremer Werft

Häfen und Werftstandorte im Bereich der Unterweser und Wesermündung

## Unterweser
Vom Weserwehr in Bremen-Hemelingen bis zur Mündung in die Nordsee wird der Flussabschnitt der Weser als Unterweser bezeichnet. Die Unterweser ist den Gezeiten ausgesetzt, der Tidenhub in Bremen beträgt etwa vier Meter. Sie ist für Seeschiffe befahrbar, daher befinden sich die größeren Weserhäfen und Weserwerften im Bereich der Unterweser. Die meisten der Werften sind inzwischen geschlossen, die Slips oder Helgen abgerissen und die Werfthallen wurden umgebaut und werden von anderen Firmen genutzt. Bei dem Übergang vom Holz zum Eisen und Stahl schlossen die meisten dieser Werften oder wurden von anderen übernommen. Im Gefolge der Weltwirtschaftskrise, die nicht nur in Deutschland zur Werftenkrise wurde, schlossen weitere Werftbetriebe im Rahmen von Fusionen (Bsp. Deschimag). Die Ölkrisen in den 1970er Jahren forderte ebenfalls Opfer, und die 2008 ausgelöste Finanzkrise führt zu weiteren Werftschließungen.

## Bremer Werften
Die frühen Bremer Werften siedelten sich als Lastadien um 1600 im Bereich um den Teerhof an, mit größer werdenden Schiffen für die Küstenschifffahrt entstanden im Bereich Stephanikirchenweide und später bei der Aue- und Lesummündung weitere Werften. Der beginnende Bremer Handel mit Übersee forderte Barken und Vollschiffe statt der in der Ost- und Nordsee vorwiegend eingesetzten Besanewer und Galioten.

## Werften im Verlauf der Unterweser
In der Unterweserregion erfolgte der Übergang zum Eisenschiffbau und vom Segel- zum Dampfantrieb in dem Zeitraum nach 1870. Der Holzschiffbau hatte hier bis 1865 seine letzte Konjunktur und erlebte danach eine Existenz gefährdende Krise. Die Handwerksbetriebe mussten in Industriebetriebe umgeformt werden. Einige wenige Werften überlebten, indem sie das Kapital durch die Umwandlung in eine Aktiengesellschaft beschafften. Für Eisengießereien und Maschinenfabriken in Flussnähe war diese Entwicklung die Möglichkeit, sich über den Eisenschiffbau ein zweites Standbein zu schaffen (Seebeck, Frerichs).
Die Umstellung war für die meisten Holzschiffwerften aufgrund des hohen Kapitalbedarfs für die Investitionen in neue Betriebsteile nicht möglich. Die Einrichtung einer Gießerei, einer Schlosserwerkstatt, einer Kupfer- und Kesselschmiede benötigte außer Kapital auch Platz und Fachkräfte. Nicht nur ein Teil der Maschinen wurde aus England beschafft auch Fachkräfte mit den notwendigen Fertigkeiten zur Konstruktion und zum Bau von Eisenschiffen, Kesseln und Dampfmaschinen wurden in England angeworben.

### Bardenfleth
Nicht erbberechtigte Bauernsöhne und abenteuerlustige Knechte fanden auf Segel- oder Fischereifahrzeugen lohnende Arbeit. Einige, die sich zum Steuermann oder Kapitän ausgebildet hatten, beteiligten sich an kleinen Segel- oder Fischereischiffen und gründeten später mit Partnern kleine Reedereien. Im Winter wurden die Schiffe oft in Eigenarbeit überholt, repariert und so entstanden entlang der Weser in der Nähe vieler Siedlungen und Bauerndörfer Schiffbauplätze und in Partnerschaft mit Zimmerleuten auch kleine Werften. An der Unterweser war Bardenfleth aufgrund der idealen Lage an der Weser ähnlich wie Elsfleth und Brake ein Zentrum dieser Entwicklungen. Heute ist Bardenfleth wie auch viele andere Orte in Berne eingemeindet.

### Blexen und Nordenham

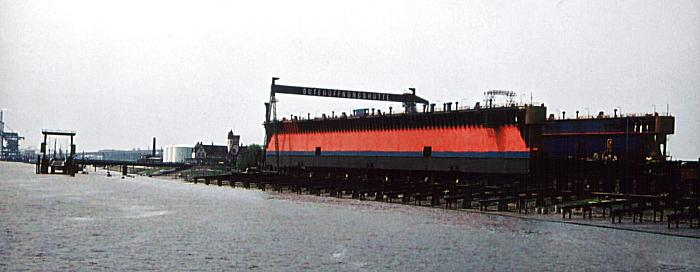
Anlage der GHH-Schwimmdockwerft in Blexen vom Wasser aus gesehen

Blexen ist ein Ortsteil der Stadt Nordenham an der Wesermündung und mit Bremerhaven durch die Weserfähre verbunden: Hier wurde 1938 im Vordeichgebiet der Weser für die deutsche Luftwaffe eine große Fläche für einen Flughafen aufgespült, der Flughafen wurde nicht gebaut. Auf einem Teil dieser Fläche entstand ab 1956 eine Schwimmdock-Werft der Gutehoffnungshütte (GHH) direkt neben dem Fähranleger der Weserfähre nach Bremerhaven.
Der Name der Stadt Nordenham stammt vom „Gut Nordenhamm“ der Familie Hansing. Die Hafenanlagen von Nordenham wurden 1905 vom Bremer Reeder Adolf Vinnen übernommen, ausgebaut, und in die „Midgard“ Deutsche Seeverkehrs-AG überführt. Vinnen hatte 1907 auch die in Nordenham beheimatete „Visurgis“ Heringsfischerei AG ins Leben gerufen. 1921 entstand in Nordenham die Schiffswerft Oldenburg, die nach wenigen Jahren wieder geschlossen wurde. 
| Name                   | Zeitraum  | Standort  | Bemerkung |
| ---------------------- | --------- | --------- | --- |
| Schiffswerft Oldenburg | 1918–1926 | Nordenham | Die Werft baute nur ein Schiff, einen Tanker für die „Nordsee“ Deutsche Hochseefischerei                           |
| GHH-Schwimmdockwerft   | 1956–1990 | Nordenham | Bau von Schwimmdocks, die in alle Welt exportiert wurden. Die größten Docks hatte eine Hebefähigkeit von 33.000 t. |

### Brake

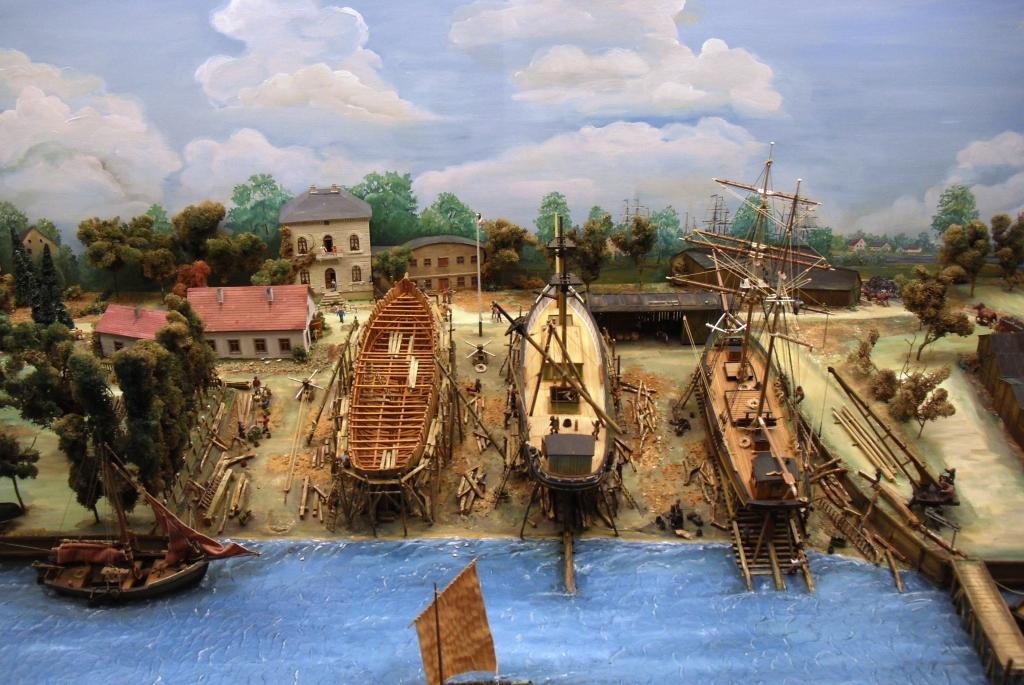
Um 1850 entstanden die Holzschiffe an der Unterweser wie hier auf einfachen geneigten Helgen, von denen die Schiffe abliefen.

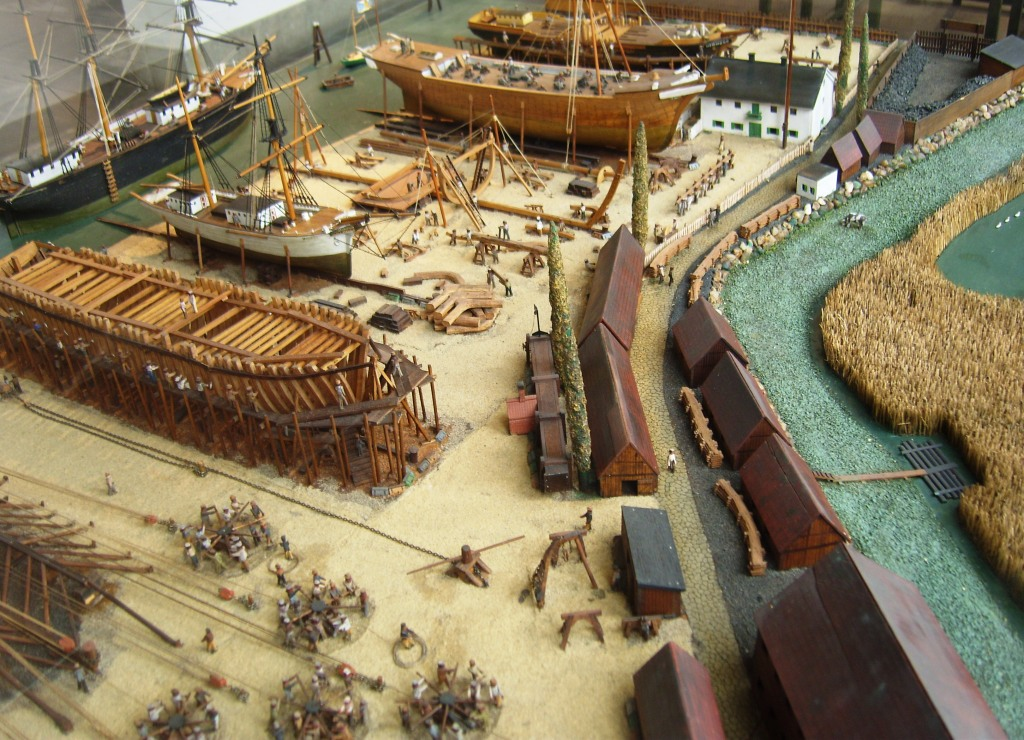
Das Modell dieser Hamburger Werft zeigt im Vordergrund, wie ein Schiff zur Reparatur mit Muskelkraft auf einen Slip gezogen wird.

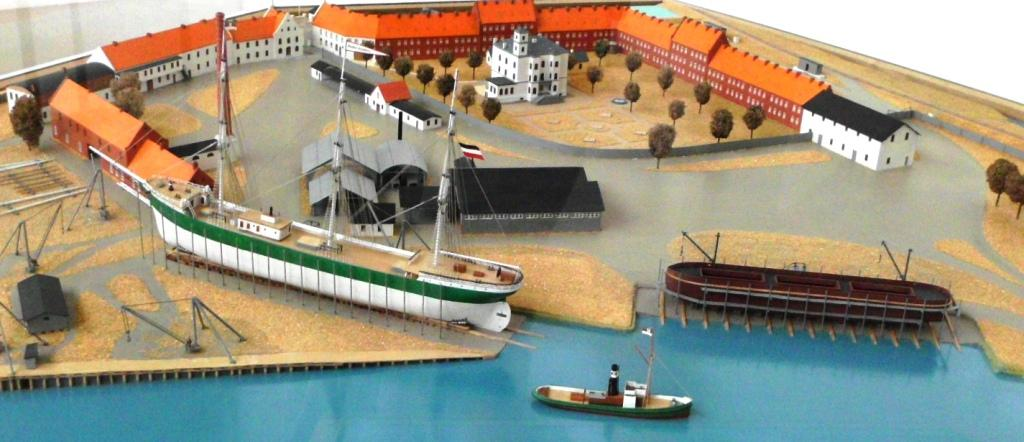
In diesem Werftmodell können die Neubauten im Quer- und Längsstapellauf zu Wasser gelassen werden

In Brake, Hammelwarden und Fünfhausen waren etwa ab 1800 über 25 Werften beheimatet, darunter die Werft C. Lühring und der von der Frerichswerft übernommene Betrieb von G. Thyen.

### Einswarden
In Einswarden begann Frerichs 1905 mit dem Bau von Fischdampfern, Loggern und Überseefrachtern. 1917 wurde die Thyen-Werft mitsamt den Dockanlagen in Brake übernommen. Heute ist Einswarden ein Stadtteil der niedersächsischen Stadt Nordenham an der Wesermündung. 
| Name          | Zeitraum  | Standort   | Bemerkung                                                        |
| ------------- | --------- | ---------- | ---------------------------------------------------------------- |
| Frerichs & Co | 1905–1934 | Einswarden | Insgesamt wurden von der Frerichs-Werft über 500 Schiffe gebaut. |

### Elsfleth
In Elsfleth siedelten sich über 15 Werften an, die in einem separaten Text behandelt werden. Die letzte dieser Werften, die Elsflether Werft befindet sich seit 2019 in Insolvenz.

### Flethe
Mehrere kleine Werften waren bis 1850 in dem Dorf Flethe beheimatet. 1840 wurde hier von Jacob Frerichs und den englischen Ingenieuren Henry Taylor und William Waller unter dem Namen Frerichs & Co. ein Maschinenbauunternehmen gegründet, das sich vereinzelt auch mit der Konstruktion von kleinen Eisenschiffen beschäftigte. Der Bau kleiner Schiffe erfolgte ab 1865 in Osterholz, von größeren Schiffen ab 1905 in Einswarden, da in Osterholz eine direkte Wasseranbindung fehlte.
| Name            | Zeitraum  | Standort | Bemerkung                         |
| --------------- | --------- | -------- | --------------------------------- |
| Gloistein-Werft | 1779–1799 | Flethe   | Bau von Küstensegler und Schonern |
| J. Wenke        | 1818–1844 | Flethe   | Bau von Weserkähnen               |
| J. Bering       | 1860–1870 | Flethe   | Bau von einigen Ewern             |

### Grohn
In Grohn, an der Lesummündung bei Vegesack, siedelten sich ab 1784 einige kleine Werften an, die Holzschiffe bis 300 Registertonnen bauten. 1939 erhielt Bremen wegen der Abtretung Bremerhavens im Tausch die heutigen Ortsteile nördlich der Lesum, u. a. Grohn, St. Magnus, Lesum und Burgdamm, die ab 1932 zum Landkreis Osterholz und vorher zum Landkreis Blumenthal gehörten.
| Name          | Zeitraum  | Standort | Bemerkung                     |
| ------------- | --------- | -------- | ----------------------------- |
| L. B. Schmidt | 1784–1799 | Grohn    | Bau von Weserkähnen           |
| Augener & Co  | 1859–1864 | Grohn    | Baute Ewer, Barken und Briggs |

### Lemwerder

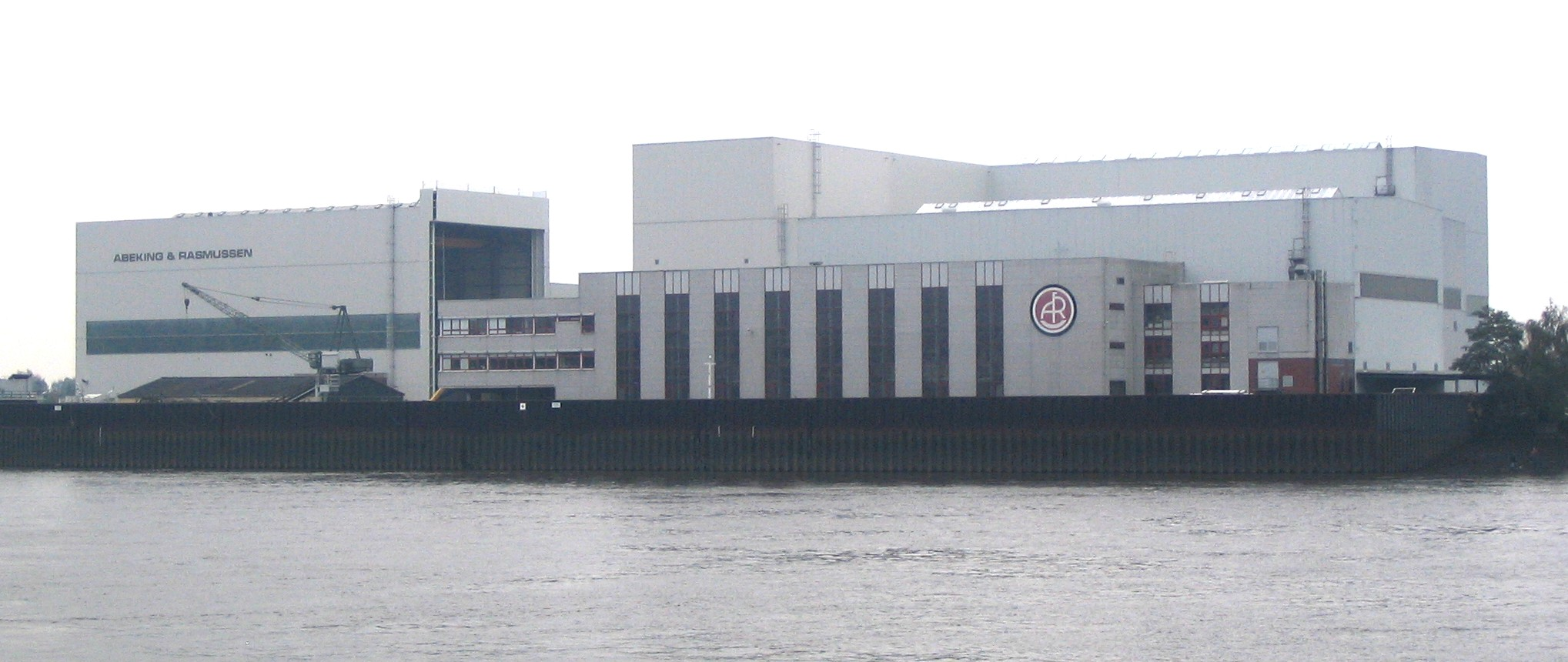
Die Werft „Abeking und Rasmussen“ in Lemwerder, von Vegesack aus gesehen

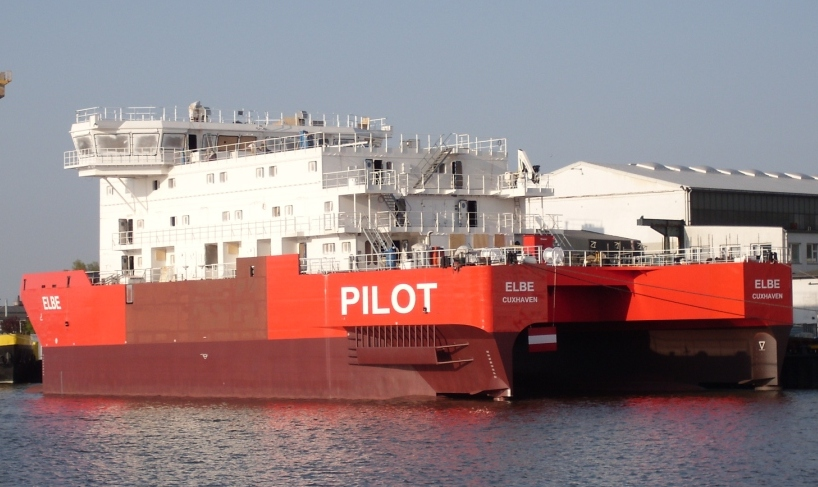
Swath-Schiffe sind eine Spezialität von A&R.

Bis heute besteht eine Fährverbindung zwischen Lemwerder und Vegesack, die bereits im Mittelalter begründet wurde. Etwa von 1500 an fuhren Seeleute und Robbenschläger aus Lemwerder in großer Zahl ins Eismeer zum Walfang und Robbenschlagen. Etwa um 1860 war diese Phase beendet. Jetzt wurden Arbeiter auf den entstehenden Boots- und Schiffswerften in Lemwerder, Bardenfleth und Motzen an der Weser benötigt. Die heute noch bestehende Werft Abeking & Rasmussen (A&R) begann als Bootswerft und hat sich erfolgreich zur Spezialwerft entwickelt. Neben Segel- und Motorjachten, Fischereischiffen waren kleine anspruchsvolle Schiffe für die Marine immer ein wichtiges Arbeitsfeld. Heute gilt diese Werft als weltweit bedeutendster Hersteller von Swath-Schiffen.

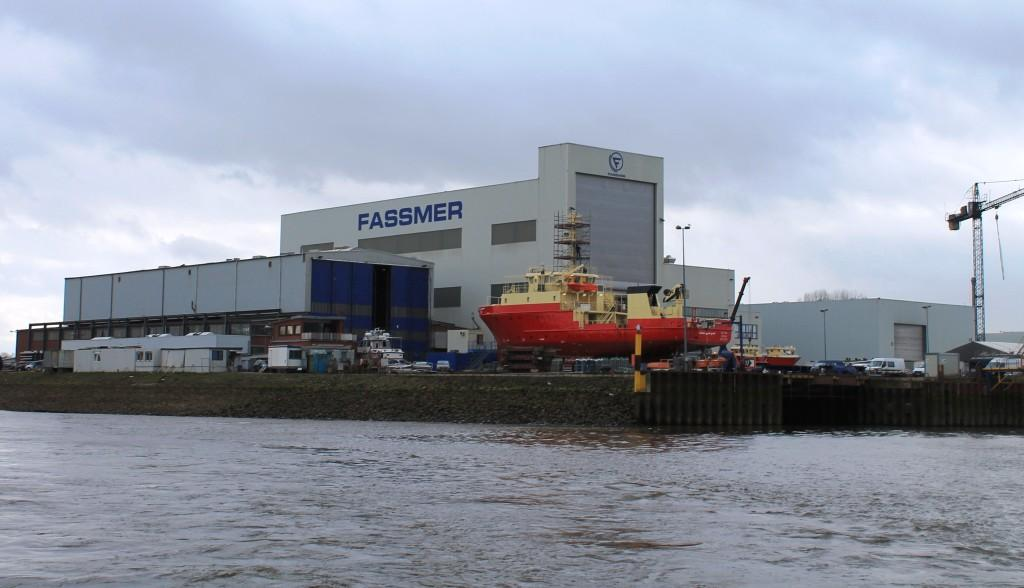
Blick auf die Fassmer Werft von der Weser

| Name                | Zeitraum  | Standort  | Bemerkung                               |
| ------------------- | --------- | --------- | --------------------------------------- |
| F. L. Seemann       | 1808–     | Lemwerder | Bau von wenigen Ewern und Galioten      |
| Abeking & Rasmussen | seit 1907 | Lemwerder | über 6000 Boote und Schiffe abgeliefert |

### Motzen
In Motzen wirkte ab 1780 die Schiffbauerfamilie Oltmann in mehreren Generationen, beginnend mit Hinrich Oltmann ab 1780, der nur wenige Schiffe baute. Größere Aktivitäten entwickelte Claus Oltmann ab 1826, die von Diedrich Oltmann dem Älteren bis 1840 fortgesetzt wurden. Hinrich Oltmann führte die Werft weiter und nach seinem Tod hat seine Witwe die Arbeit nicht nur fortgeführt, sie expandierte außerdem nach St. Magnus. Dietrich Focke, der mit seinem Bruder in Bardenfleth eine Werft betrieb, kaufte sich in Motzen einen Bauplatz, auf dem bis 1893 kleine Holzschiffe entstanden. Heute ist Motzen wie auch viele andere Orte in Berne eingemeindet.
| Name            | Zeitraum  | Standort    | Bemerkung |
| --------------- | --------- | ----------- | --- |
| Hinrich Oltmann | 1780–     | Motzen      | Galioten |
| Claus Oltmann   | 1826–1870 | Motzen      | Das Bauprogramm reichte von der Galiot bis zum Vollschiff, insgesamt fast 100 Schiffe.                                                                                                 |
| Fassmer         | seit 1850 | Bardenfleth | Johann Fassmer begann mit Booten für die Fischerei, seine Söhne und Enkel führten die Werft fort. 1996 wurde die Schiffswerft Rechlin aus dem ehemaligen Kombinat Schiffbau übernommen |
| D. Focke        | 1873–1893 | Motzen      | Auf der Werft von Dietrich Focke entstanden rund 15 Ewer, Ewerkähne und Schonerbriggs                                                                                                  |

### Osterholz
Das Kloster Osterholz wurde 1182 gegründet, dadurch entstand der Flecken Osterholz, stieg später zum Verwaltungssitz (Amt Osterholz) auf, aus dem sich 1885 durch Zusammenlegung mit dem Amt Lilienthal der Landkreis Osterholz bildete. Seit 1865 war der Firmensitz der Firma J. Frerichs & Co. in Osterholz, hier wurden auch kleine Eisenschiffe konstruiert und gebaut. Über den Osterholzer Hafenkanal, der Hamme und Lesum konnten kleine Schiffe die Weser erreichen. 
1929 wurde Osterholz-Scharmbeck zur Stadt erhoben.
| Name          | Zeitraum  | Standort             | Bemerkung           |
| ------------- | --------- | -------------------- | ------------------- |
| Frerichs & Co | 1902–1906 | Osterholz-Scharmbeck | Bau kleiner Schiffe |

### Rönnebeck
Rönnebeck hat eine wechselvolle Geschichte, bis 1714 gehörte es zu Schweden, bis 1866 zu Hannover und bis 1939 zu Preußen. 1939 kam Rönnebeck durch eine NS-Verordnung zu Bremen. Rönnebeck ist seit 1946 ein Ortsteil von Blumenthal in Bremen-Nord.
Für den Schiffbau war Rönnebeck ein wichtiger Ort, fast 20 Werften haben sich im Laufe der Zeit hier angesiedelt, die meisten sind jedoch mit dem Übergang zum Eisen- und Stahlschiffbau verschwunden. Einige wenige haben den Übergang geschafft, sie fielen den nächsten Krisen zum Opfer. Hinrich Oltmann, der Bruder von Diedrich Oltmann aus Motzen, errichtete 1847 in Rönnebeck eine kleine Werft, die nach seinem Tod 1873 von seiner Witwe weitergeführt wurde. Diedrich Oltmann, der Sohn vom Motzener Schiffbauer Hinrich Oltmann, baute ab 1866 in Rönnebeck Schiffe. Ein Enkel von Hinrich Oltmann beschäftigte sich ab 1950 auf dem Platz von G. Seebeck mit dem Bau von Binnenschiffen. 1983 erfolgt die Gründung der Schiffswerft Blumenthal GmbH in Rönnebeck. Sie entstand auf dem Gelände der Schiffswerft Hans Pape.
Heute gibt es in Rönnebeck keine Werften mehr.
| Name                    | Zeitraum  | Standort  | Bemerkung |
| ----------------------- | --------- | --------- | --- |
| J. Hashagen             | 1782–     | Rönnebeck | Kuffs |
| J. Tritzen              | 1782–1787 | Rönnebeck | 2 Galioten, 2 Kähne |
| C. Gloistein            | 1844–1857 | Rönnebeck | vorwiegend Kähne, ein Schoner |
| Hinrich Oltmann         | 1847–1919 | Rönnebeck | Bau von rund 45 Segelschiffen |
| Gebrüder Havighorst     | 1851–1853 | Rönnebeck | Bau von Weserkähnen |
| C. Dierks & Co.         | 1854–1870 | Rönnebeck | Bau von über 45 Segelschiffen bis 600 Lasten und ein Dampfer |
| Gebr. Christoffers      | 1857–1873 | Rönnebeck | Es wurden 12 Segelschiffe mit rund 3000 BRT gebaut. |
| H. Dierking             | 1862–1867 | Rönnebeck | Bau von 2 Segelschiffen |
| D. Oltmann              | 1865–1873 | Rönnebeck | Bau von 8 Seglern mit 2100 BRT |
| Seebeck & Devers        | 1876–1991 | Rönnebeck | Ewer, Ewerkähnen, Schaluppen |
| H. Seebeck              | 1894–1934 | Rönnebeck | Heckraddampfer und Getreideheber, Übernahme durch F. Oltmann |
| F. Oltmann              | 1950–1954 | Rönnebeck | Reparatur und 4 Neubauten Binnenschiffe, ein Küstenmotorschiff |
| Karl Sarstedt OHG       | 1971–1988 | Rönnebeck | errichtet auf dem Platz des Betriebsteils Rönnebeck der Ruhrorter Schiffswerft und Maschinenfabrik; Bau des ersten MPOSS-Schiffes, Sektionsbau für den Bremer Vulkan |
| C. Pape                 | 1951–1971 | Rönnebeck | Küstenmotorschiffe, Binnenschiffe und 2 Bagger, 1972 verkauft |
| Schiffswerft Blumenthal | 1983      | Rönnebeck | bis 1972 C. Pape, 1951–1971 Schiffswerft Rööebeck, seit 1983 Schiffswerft Blumenthal                                                                                 |

### St. Magnus
Burglesum mit dem Ortsteil St. Magnus ist ein Stadtteil von Bremen innerhalb des Stadtbezirks Bremen-Nord. St. Magnus spielte im 18. und 19. Jahrhundert für die Schifffahrt eine wichtige Rolle, da sich hier viele Reparatur- und Neubauwerften angesiedelt hatten. Auch die bedeutende Schiffbauerfamilie Oltmann hatten hier eine Zweigwerft eingerichtet.
| Name                  | Zeitraum  | Standort   | Bemerkung |
| --------------------- | --------- | ---------- | --- |
| Raschens Werft        | 1770–1841 | St. Magnus | Bau von über 100 Segler, Galioten, Brigantinen, Barken, Briggs, Dreimastschoner und Vollschiffen. Das Gelände wurde 1844 von B. Wencke übernommen                                                                                 |
| Bernhard Wencke       | 1844–1850 | St. Magnus | B. Wencke baute sei 1825 Schiffe in Bremen, 1844 pachtete er das Gelände der Raschen-Werft hinzu. In Hamburg war er als Reeder und Schiffbauer aktiv. Die Werft B. Wencke & Söhne wurde 1900 von der Reiherstiegwerft übernommen. |
| G. H. Rischmüller     | 1851–1862 | St. Magnus | Bau von rund 20 Ewerkähnen, Briggs, Barken, Schonerbarken, Dreimastschoner und Vollschiffen |
| D. Oltmanns Witwe     | 1860–1870 | St. Magnus | Bau von Barken Briggs und Dreimastschoner |
| Hilmer & Kleinschmidt | 1869–1870 | St. Magnus | Bau von 3 Segelschiffen |

### Warfleth

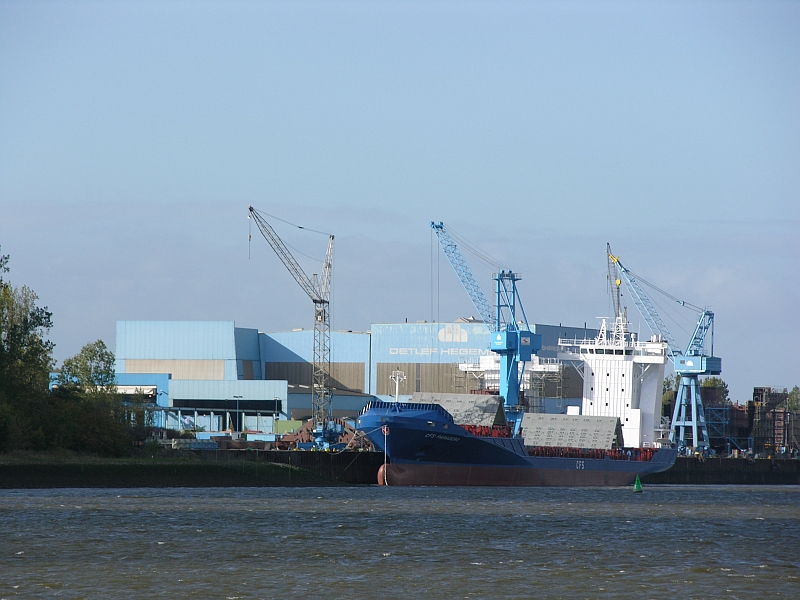
Die Hegemann Werft in Warfleth

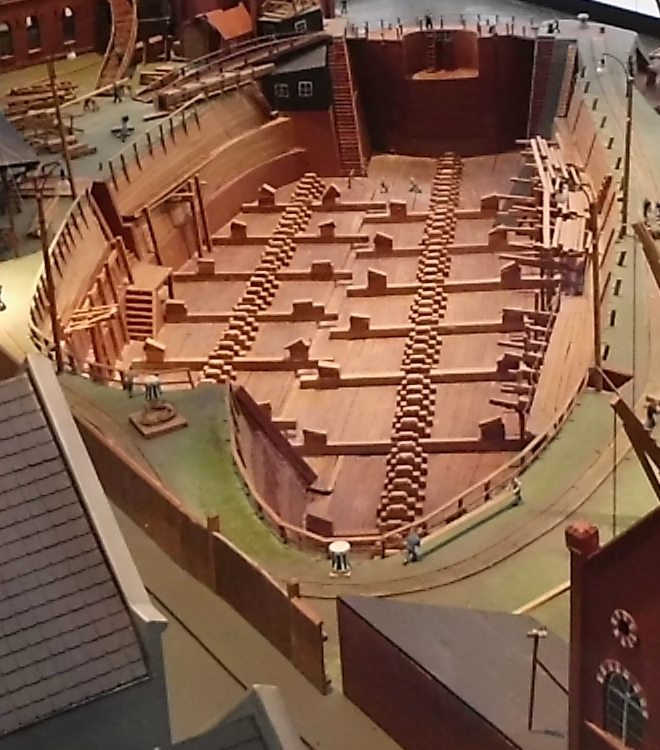
Blick auf das Bremerhavener Doppeldock im Modell der Wenckewerft im Historischen Museum Bremerhaven

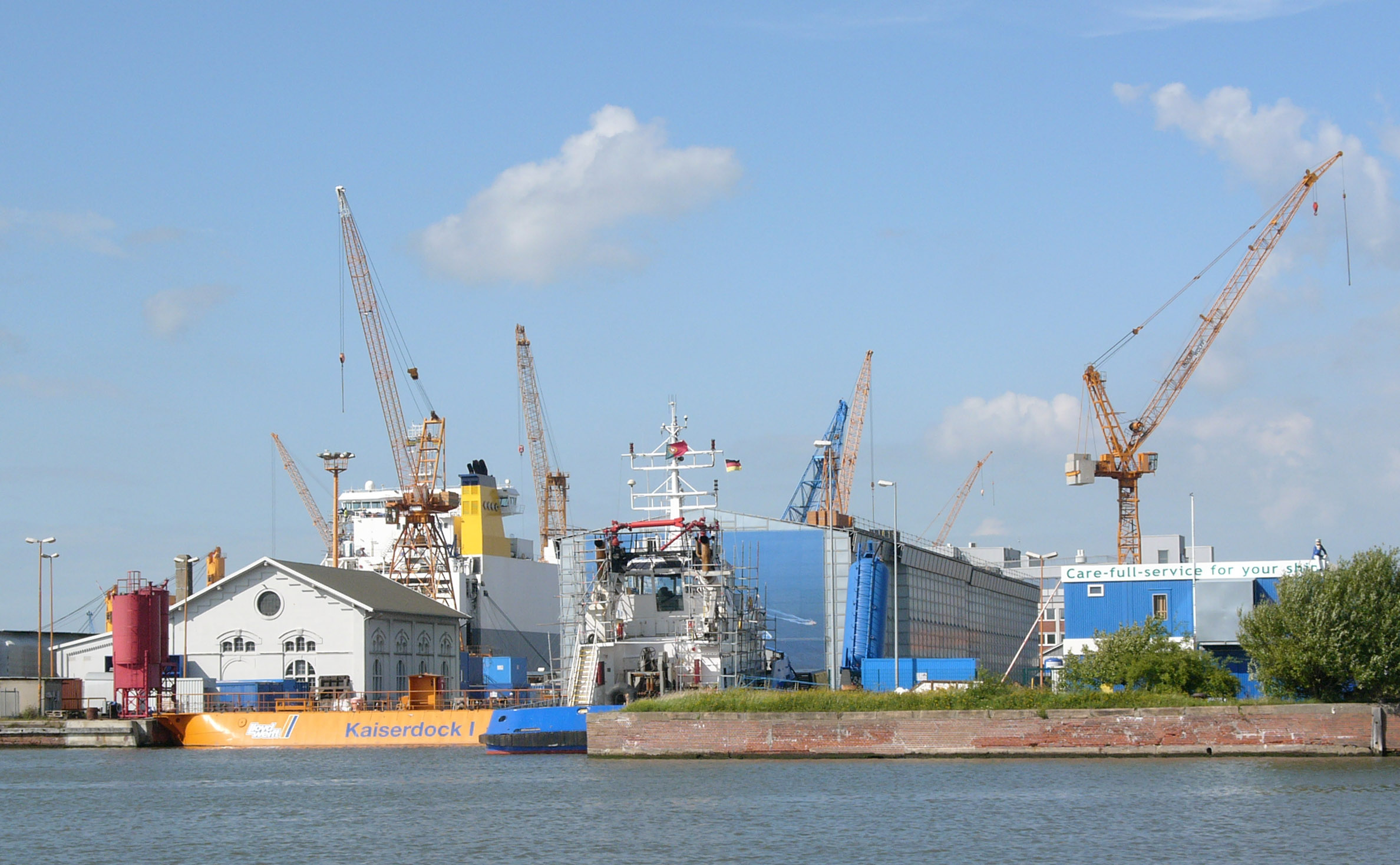
Blick auf das Dock 1 der Lloydwerft in Bremerhaven

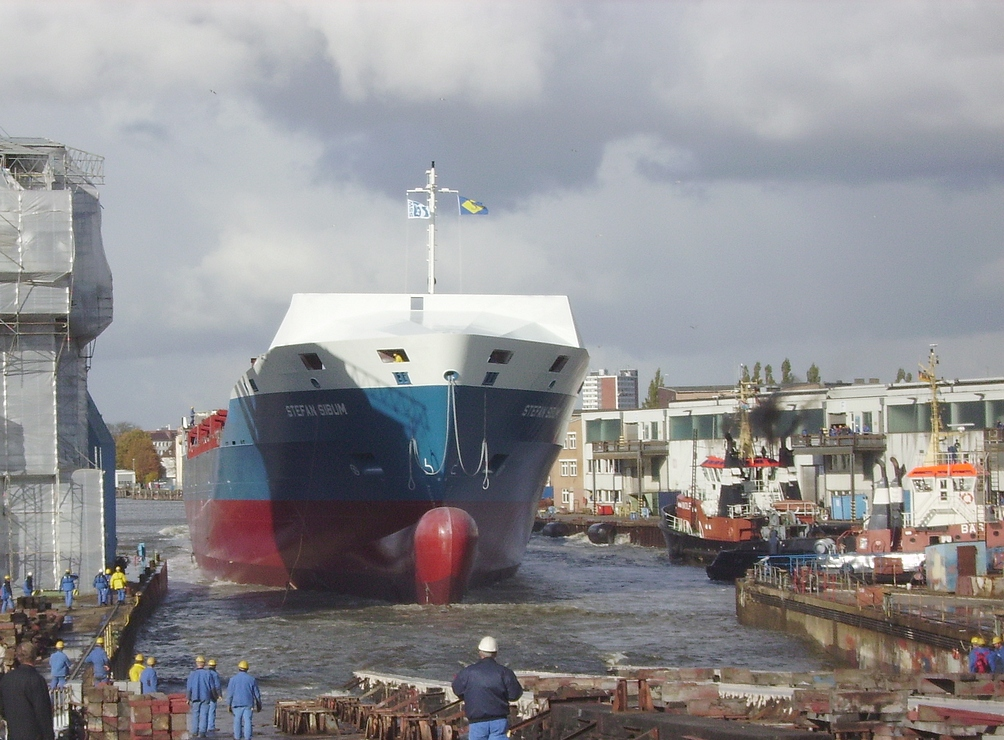
Stapellauf der Stefan Sibum auf der ehemaligen Seebeckwerft

Warfleth ist eine kleine Ortschaft an der Weser direkt gegenüber von Blumenthal. Erst Ende des 20. Jahrhunderts siedelten sich hier 3 Werften an.
| Name                | Zeitraum  | Standort | Bemerkung |
| ------------------- | --------- | -------- | --- |
| Gebr. Schürenstedt  | 1975–     | Warfleth | Als die Werft in Bardenfleth zu klein wurde (bis 3500 BRT) , entstand dieser Betrieb 1975 in Warfleth. Wegen finanzieller Schwierigkeiten in Berner Schiffswerft überführt.                                                      |
| Berner Schiffswerft | 1978–1980 | Warfleth | Eigentlich eine Auffanggesellschaft; als die Werft Gebr. Schürenstedt in finanzielle Schwierigkeiten geriet, wurde 1978 aus gleichen Gründen geschlossen und das Gelände von Hegemann weiterhin genutzt.(Schiffe bis 10.000 BRT) |
| Rolandwerft         | seit 1984 | Warfleth | Hegemann, verlagerte 1984 seinen Betrieb der Rolandwerft nach Warfleth. Heute gehört die Werft zu Lürssen. |

## Werften in Bremerhaven
In Bremerhaven und Geestemünde begann der Ausbau der Häfen im Vergleich zu Bremen erst später, hier spielte neben der Weserversandung die schnell wachsende Auswanderung nach Nordamerika und der danach folgende Überseewarenverkehr eine wichtige Rolle. Wie in Bremen schlossen aus vorstehenden Gründen jedoch im Laufe der Zeit alle Werften in Bremerhaven, die im Neubau tätig waren. Nur die Lloyd Werft, sowie die allesamt zur Petram-Gruppe gehörenden, miteinander kooperierenden Werften German Dry Docks (entstanden aus dem Zusammenschluss von  MWB Motorenwerke Bremerhaven und Rickmers-Lloyd) sowie BREDO  die im Reparaturbereich tätig sind, überlebten an diesem bedeutenden und traditionsreichen Werftstandort.